# Димитър Павлов Кокльов (Гайдарджията)
Димитър Павлов Кокльов с прозвище Гайдарджията е български революционер, участник в Априлското въстание от 1876 г.
Роден е на 25 октомври 1830 г. в село Мечка. Движи се в обкръжението Георги Бенковски и освен другар се явява негов съветник. По негова идея е избрано мястото за провеждане на Оборищенското събрание.
На 8 февруари 1876 г. поп Грую Бански, Атанас Калаян, Стоян Пъков, Орчо войвода, Илия Делийски, Крайчо Самоходов и Димитър Кокльов слагат началото на съзаклятието, а на 31 март 400 мъже влизат в борбата.
Като музикант наследява своята майка, от която научава много песни за хайдутите. След една сватба присъстващите по-късно разказвали, че Кокльо откарал триста песни, без да повтори нито една.
Димитър Павлов почива в родното си село на 25 декември 1919 година.
В знак на почит признателните поколения му изграждат бюст-паметник в неговото родно село.